# Hockey Heeze
Hockey Heeze is een Nederlandse hockeyclub uit Heeze (Noord-Brabant).
Hockey Heeze werd in 1975 opgericht. Het was aanvankelijk een afdeling van Hockey Geldrop, met het idee dat ze met genoeg leden op eigen benen konden staan. De club speelt op sportpark Het Lambrek naast de RKSV Heeze. Het eerste heren- en damesteam komen in het seizoen 2019/2020 respectievelijk uit in de Tweede- en de Derde klasse.
De (oud-)internationals Marcel Balkestein, Frederique Derkx en Valerie Magis zijn in hun jeugd begonnen bij Hockey Heeze. Daarnaast zijn er nog eens negen hoofdklassespelers afkomstig van de jeugdopleiding van hoofdtrainer Hans de Jager van Hockey Heeze.